# Jay-Jay Okocha
Augustine Azuka „Jay-Jay“ Okocha (* 14. August 1973 in Enugu) ist ein ehemaliger nigerianischer Fußballspieler. Im Jahre 2004 wurde er von Pelé in die FIFA 100, die Liste mit den 125 besten lebenden Fußballspielern, aufgenommen. Er war unter anderem bei Eintracht Frankfurt in der Bundesliga, Fenerbahçe Istanbul in der Süper Lig, Paris Saint-Germain in Frankreich und den Bolton Wanderers in England unter Vertrag. Er spielte auf der Position des Spielmachers im offensiven Mittelfeld.

## Karriere

### Verein
1990 wechselte Okocha als Jugendspieler vom nigerianischen Club Enugu Rangers zum damaligen Drittligisten Borussia Neunkirchen. Dort debütierte er bereits als 17-Jähriger in der Oberligamannschaft. Bereits in seiner ersten Saison in Neunkirchen sorgte er durch seine Dribblings und Tore, teilweise aus mehr als 30 Metern Torentfernung in der Oberliga Südwest für Furore. Dies entging auch nicht dem damaligen Trainer des Liga-Konkurrenten Eintracht Trier, Dragoslav Stepanović, der ihn 1992 nach Frankfurt lotste, wo er zunächst als Vertragsamateur bei Eintracht Frankfurt spielte und bereits am 26. September 1992 gegen Werder Bremen erstmals in der 1. Bundesliga auflief. Durch Aufsehen erregende Dribblings wurde er bekannt und spielte sich in die Schlagzeilen. Spektakulär war sein Tor zum 3:1 gegen den Karlsruher SC im Bundesligaspiel am 31. August 1993: Er umspielte im Strafraum die gegnerischen Abwehrspieler und ließ den Torhüter Oliver Kahn durch Körpertäuschungen und plötzliche Richtungswechsel mehrere Male hin und her rennen, ehe er schließlich den Ball ins Tor schoss. Die Zuschauer der Sportschau wählten diesen Treffer zum Tor des Jahres 1993.
Anfang Dezember 1994 machte der nigerianische Nationalspieler Schlagzeilen, als er sich mit seinen Mitspielern Anthony Yeboah und Maurizio Gaudino solidarisierte und ein von Trainer Jupp Heynckes angeordnetes Sondertraining und die Teilnahme am anschließenden Bundesligaspiel verweigerte, was die Entlassung von Yeboah und Gaudino zur Folge hatte. Nach dem Abstieg der Eintracht in die 2. Bundesliga spielte Okocha von 1996 bis 1998 beim türkischen Erstligisten Fenerbahçe Istanbul, währenddessen er die türkische Staatsbürgerschaft annahm, ehe er 1998 für 22 Millionen Mark zu Paris Saint-Germain wechselte.
Jay-Jay Okocha kam von 1992 bis 1996 auf 90 Einsätze (18 Tore) in der 1. Bundesliga für Eintracht Frankfurt. In der Premier League absolvierte er ab 2002 124 Spiele (14 Tore) für die Bolton Wanderers und wurde in den Jahren 2003 und 2004 zum BBC African Footballer of the Year gewählt. Zum Ende der Saison 2005/06 wurde sein Vertrag von den „Trotters“ allerdings nicht mehr verlängert, obwohl er noch zu den Stammkräften gehörte. Nach einem Jahr in Katar unterschrieb der Nigerianer schließlich zur Saison 2007/08 einen Einjahresvertrag beim englischen Zweitligisten Hull City. Mit dem neuen Verein gelang ihm der Aufstieg in die Premier League.

### Nationalmannschaft
1994, 1998 und 2002 nahm er für die nigerianische Nationalmannschaft, den Super Eagles, an der Weltmeisterschaft teil. Besonders 1994 und 1998 sorgten Okocha und Nigeria für Furore und erreichten jeweils das Achtelfinale.
Zu den größten internationalen Erfolgen gehören für Okocha neben dem Gewinn der Afrikameisterschaft 1994 der Olympiasieg bei den Olympischen Sommerspielen 1996 von Atlanta mit der nigerianischen Nationalmannschaft.
Bei der Afrikameisterschaft 2004 führte Okocha die Super Eagles zum dritten Platz und wurde außerdem zum besten Spieler des Turniers gewählt. Dazu war er auch noch Torschützenkönig mit vier Treffern.
Am 9. Februar 2006 bestritt Okocha während der Afrikameisterschaft 2006 sein letztes Spiel im Nationaltrikot der Super Eagles, für die er seit 1993 insgesamt 73 Länderspiele absolvierte und dabei 14 Tore erzielte.

## Erfolge & Titel
Nationalmannschaft
- Afrikameister: 1994
- Vize-Afrikameister: 2000
- Olympische Goldmedaille: 1996

Verein
- Französischer Fußball-Supercup: 1998
- UEFA Intertoto Cup: 2001

## Auszeichnungen
- BBC African Footballer of the Year: 2003, 2004
- Nigerias Fußballer des Jahres: 1995, 1997, 2000, 2002, 2003, 2004, 2005
- All-Star-Team der Weltmeisterschaft 1998
- Bester Spieler der Afrikameisterschaft 2004
- Torschützenkönig der Afrikameisterschaft 2004
- Englands Fußballer des Monats: November 2003
- Deutschlands Torschütze des Jahres: 1993
- Englands Torschütze des Monats: April 2003
- Bolton Wanderers footballer of the year: 2005
- FIFA 100

## Spielweise
Okocha war für seine gute Schusstechnik bei Freistößen, aber besonders für seine herausragende Technik bekannt. Ein häufig von ihm angewendeter Trick war es, den Ball mit der Ferse über den Kopf zu bewegen. Dieses auch als Regenbogen-Trick bekannte Manöver wurde erstmals 1968 von Alexandre de Carvalho Kaneko durchgeführt. Zudem erfand er noch den sogenannten Okocha Turn, bei dem man eine Ball-Rolle mit einem Übersteiger kombiniert.

## Ehrungen
Seit dem 23. Januar 2013 ziert ein Abbild von Jay-Jay Okocha eine der zwölf „Säulen der Eintracht“ im U-Bahnhof Willy-Brandt-Platz in Frankfurt.

## Trivia
Okocha entstammt dem Volk der Anioma, einer Untergruppe des ethnischen Igbo-Derivats.
Während seiner Zeit bei Fenerbahçe wurde Okocha türkischer Staatsbürger und erhielt den Namen Muhammet Yavuz. Dies wurde von vielen dahingehend interpretiert, dass er zum Islam konvertiert war. Später wurde offenbart, dass er weiterhin Christ geblieben ist.
Er ist der Onkel von Alex Iwobi (* 1996).